# Alcyon (pseudo-Platon)
Pour les articles homonymes, voir Alcyon.
Alcyon, en grec ancien Ἀλκυών, est un dialogue du pseudo-Platon sur la métamorphose.

## Description
À Phalère, Socrate raconte à son ami Chéréphon la légende de Alcyon.
Après avoir raconté la légende d’Alcyon, Socrate expose la toute-puissance des immortels, et l’impuissance relative des immortels dans leurs rapports avec les immortels, puis entre eux. Une allusion est faite aux deux épouses de Socrate, Myrto, petite-fille d'Aristide le Juste,,, et Xanthippe.

## Authenticité
Ce dialogue apocryphe est tardivement attribué à Lucien de Samosate. Nicias de Nicée et Favorinos, au Livre V de son ouvrage intitulé Mémorables, l'attribuent à Léon de Byzance et Diogène Laërce le considère comme suspect.